# Neuchâtel (kanton)
Neuchâtel är en kanton i västra Schweiz. Huvudort är Neuchâtel.
På frankoprovensalska, som talas i området vid sidan om det officiella språket franska, heter kantonen Nôchâthél.

## Geografi
Neuchâtel gränsar i norr till kantonen Jura, till Bern i öst, till Fribourg i sydost, Vaud i söder samt Frankrike i väst.
Huvuddelen av kantonen är dalar och högland i Jurabergen. I norr bildar floden Doubs en djup kanjon längs gränsen till Frankrike. På sydostsluttningarna mot Neuchatelsjön, Zihlkanalen (fr: Canal de la Thielle) och Bielsjön odlas vin.

## Historia
Neuchâtel var från 1110-talet ett grevskap, som 1395 tillföll Konrad av Freiburg, 1457 grevarna av Hochberg och 1504 hertigarna av Longueville. Redan dessförinnan hade det trätt i nära förbund med de schweiziska kantonerna, 1512-29 förvaltades det genom Edförbundets fogdar. 1530 genomfördes reformationen. I Westfaliska freden 1648 erkändes Neuchâtel som ett särskilt till Edförbundet hörande furstendöme. När ätten Longueville 1707 dog ut framträdde en mängd pretendenter, av vilka Fredrik I av Preussen avgick med segern. Neuchâtel förblev dock en del av Edsförbundet fram till 1798, då detta omvandlades till Helvetiska republiken. 1806 avstod Preussens kung Neuchâtel till Napoleon, som förlänade det till Louis Alexandre Berthier.
Vid nyordningen 1814-15 blev åter Preussens kung furste av Neuchâtel, vilket på nytt ingick i Edsförbundet. Republikanska stämningar växte sig dock under 1800-talet allt starkare och 1831 framkallade julirevolutionen oroligheter i Neuchâtel. I sonderbundkriget förklarade sig kantonen neutral.
Nya oroligheter utbröt 1848 och 1 mars stormade republikanerna slottet och en republikansk författning antogs med ganska knapp majoritet. Fredrik Vilhelm IV av Preussen ville dock inte avstå sina rättigheter, som 1852 erkändes av stormakterna, och 2-3 september 1856 försökte Neuchâtels rojalister genom en plötslig kupp återinföra monarkin, fängslade 4 regeringsledamöter och besatte staden Neuchâtel. Redan följande dag återställde dock republikanerna ordningen och en mängd rojalister fängslades. När Preussen nu krävde dessas omedelbara frigivande och Schweiz vägrade, syntes ett krig oundvikligt. Genom Napoleon III:s medling lyckades dock en medling åstadkommas och 26 maj 1857 avsade sig Preussens kung sina rättigheter över Neuchâtel.
En ny, senare flera gånger demokratiserad författning antogs 1858.

### Kantonsvapen
Till skillnad från andra kantoner som uppstått ur stadsstater är kantonsvapnet olikt stadsvapnet. Kantonsvapnet går tillbaka på en flagga som antogs i april 1848.

## Indelning
Neuchâtel är indelat i 27 kommuner. Dessa grupperas i fyra regioner. Regionerna används sedan den 1 januari 2018 endast för statistiska ändamål och som valregioner.
Till och med den 31 december 2017 var kantonen även indelad i sex distrikt.
Regioner och tidigare distrikt:
- Région Littoral (14 kommuner)
  - Neuchâtel, huvudort: Neuchâtel
  - Boudry, huvudort: Boudry
- Région Val-de-Ruz (1 kommun)
  - Val-de-Ruz, huvudort: Cernier

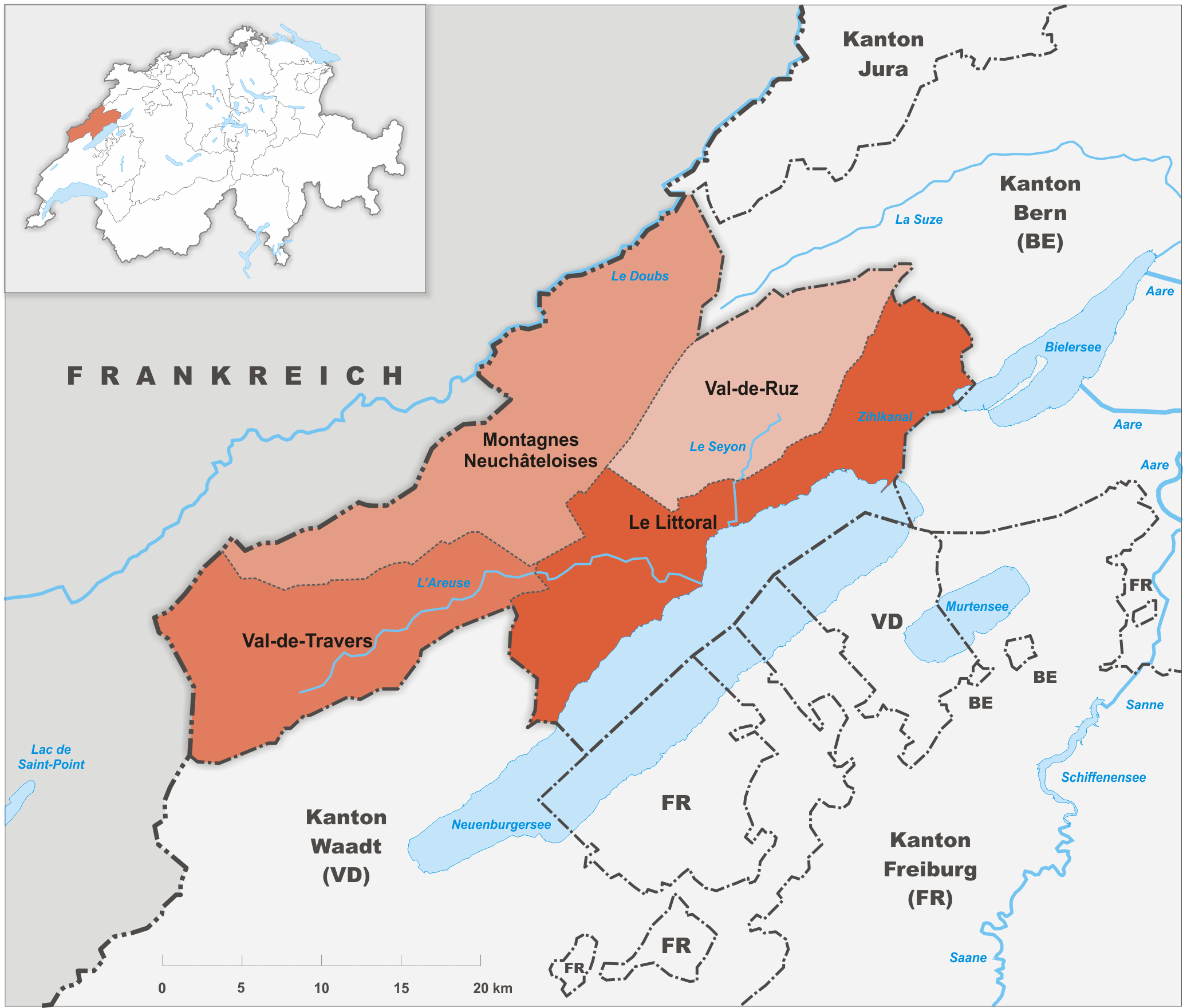
Neuchâtels regioner.

- Région Val-de-Travers (3 kommuner)
  - Val-de-Travers, huvudort: Môtiers
- Région Montagnes (9 kommuner)
  - La Chaux-de-Fonds, huvudort: La Chaux-de-Fonds
  - Le Locle, huvudort: Le Locle

Se även Lista över kommuner i kantonen Neuchâtel.